# Charles C. Gossett
Charles Clinton Gossett, född 2 september 1888 i Highland County i Ohio, död 20 september 1974 i Boise i Idaho, var en amerikansk demokratisk politiker. Han var guvernör i delstaten Idaho 1 januari–17 november 1945. Han representerade sedan Idaho i USA:s senat 1945–1946.
Gossett var viceguvernör i Idaho 1937–1939 under guvernör Barzilla W. Clark. Han var på nytt viceguvernör 1941–1943 under Clarks yngre bror, guvernör Chase A. Clark.
Gossett vann guvernörsvalet 1944 och tillträdde som guvernör 1 januari 1945. Senator John W. Thomas avled 1945 i ämbetet. Gossett avgick som guvernör så att viceguvernören Arnold Williams kunde tillträda guvernörsämbetet och utnämna sin företrädare till senaten fram till fyllnadsvalet följande år.
Gossett förlorade i demokraternas primärval inför fyllnadsvalet 1946 mot George E. Donart som sedan förlorade mot republikanernas kandidat Henry Dworshak. Gossett kandiderade ännu 1954 i demokraternas primärval inför guvernörsvalet i Idaho. Han förlorade mot Clark Hamilton som förlorade själva guvernörsvalet mot republikanen Robert E. Smylie.
Gossetts grav finns på Kohlerlawn Cemetery i Nampa.